# District Nizjneserginski
Het district Nizjneserginski (Russisch: Нижнесергинский район) is een gemeentelijk district van de Russische oblast Sverdlovsk. Het district heeft een oppervlakte van 4.990,8 km² en had 60.512 inwoners bij de volkstelling van 2002.
Het district bestaat uit de bestuurlijke onderdelen gemeentelijk district Nizjneserginski (3.690 km² met 49.250 inwoners in 2002) en de stad Bisert (1.300,8 km² met 11.262 inwoners in 2002). Bisert is sinds 1959 bestuurlijk onderdeel van het district, maar vormt hierbinnen sinds 1 februari 1996 een aparte onafhankelijke bestuurlijke eenheid.

## Geografie
Het district ligt op de westelijke hellingen van de Centrale Oeral en wordt vanwege zijn heuvelachtige landschap, bedekt met taigavegetatie, vele natuurmonumenten, rivieren, rotsformaties (langs de rivieren) en grotten gezien als een van de meest pittoreske gebieden binnen de oblast. Het Natuurpark Oleni Roetsji binnen het district omvat een deel van de loop van de Serga.
Het district grenst aan het district Sjalinski (N), de plaatsen Bisert en Pervo-oeralsk (NW), het district Revdinski (NO), de districten Atsjitski en Artinski (W) en de oblast Tsjeljabinsk (Z). Het district spreidt zich uit over ongeveer 90 kilometer in noord-zuidrichting en ruim 50 kilometer in oost-westrichting.
Het district is relatief heuvelachtig met als belangrijkste ketens de Konvalovski Oeval (met als hoogste piek de Sjoenoet met 724 meter), de Bardymrug (met de Orlovs met 468,9 meter als een van de hoogste pieken) en de Kamenrug (waarvan de Malinovskaja met 529,7 meter de hoogste piek is), die alle drie min of meer in noord-zuid richting lopen en worden doorsneden door nauwe valleien. De ondergrond bestaat er vooral uit turf-podzolbodems, bruine aarde en grijze bosbodems.

## Geschiedenis
Het gebied waar zich nu het district bevindt, vormde tot het begin van de 18e eeuw onderdeel van de stamgebieden van de Basjkieren. Tot de oudste nederzettingen in het gebied behoren Atig, Kirgisjany, Klenovskoje (Klenovoejoe), Kontoeganovo, Sjokoerovo en Tjoelgasj. Toen de Russen naar het gebied kwamen, kocht de Russische industrieel Nikita Demidov enkele grote stukken land op rond de rivieren Serga, Demid, Bardym en Korja en hun zijrivieren van Basjkierse oudsten voor 100 goud voor de winning van ijzererts. In de jaren daarop zette hij een netwerk van ijzersmelterijen op in het grootste deel van het huidige district, waarvan die van Nizjnieje en Verchnieje Sergi als eerste in werking werden gesteld in 1743. In 1761 werd door Grigori Demidov een ijzerfabriek opgezet in Bisert. Nadat hij het imperium van de Demidovs had overgenomen, breidde Michail Koebin de ijzerindustrie in het gebied vanaf de jaren 90 van de 18e eeuw verder uit met een fabriek in Atig (jaren '90 18e eeuw) en Michajlovsk (1808). Deze 5 plaatsen zijn nog steeds de grootste van het district.
Het district zelf werd gevormd op 27 februari 1924 binnen de okroeg Jekaterinenburg van de toenmalige oblast Oeral, dat in 1934 werd opgesplitst, waarbij Nizjneserginski overging naar de huidige oblast Sverdlovsk.

## Bestuurlijke indeling
Tot het district behoren 2 steden (Nizjnieje Sergi en Michajlovsk), 3 nederzettingen met stedelijk karakter (Verchnieje Sergi, Atig en Droezjinino) en 34 dorpen en gehuchten (posjoloks, selo's en derevnja's).
In 2004 werd lokaal zelfbestuur ingesteld voor 6 plaatsen: de beide steden en de 3 nederzettingen met stedelijk karakter en het dorp (selo) Klenovskoje.

## Economie
In het district zijn een aantal grote plaatsvormende ondernemingen actief, die vooral actief zijn in de ijzer- en non-ferrometallurgie (meer dan de helft van alle industriële productie) en de machinebouw en metaalbewerking (ongeveer 40% van de industriële productie). Daarnaast is de bosbouw een belangrijke economische activiteit.